# Sycon capricorn
Sycon capricorn är en svampdjursart som beskrevs av Wörheide och Hooper 2003. Sycon capricorn ingår i släktet Sycon och familjen Sycettidae. Inga underarter finns listade i Catalogue of Life.